# Accidentul rutier de la Sfântu Gheorghe
Accidentul rutier de la Sfântu Gheorghe a avut loc pe 5 octombrie 2019 în apropierea satului Sfântu Gheorghe din județul Ialomița. 10 oameni au murit și alți 8 au fost răniți.  Este cel mai grav accident din România produs în ultimii ani. 

## Accidentul
Microbuzul plecase de scurt timp din localitatea Munteni-Buzău, județul Ialomița și se îndrepta către București. În jurul orei 05.00 dimineața, microbuzul, operat de compania de transport CDI, a fost spulberat de un camion aflat pe contrasens. Se presupune că șoferul camionului că ar fi adormit la volan. Victimele au fost transportate la spitalele Bagdasar Arseni și Floreasca din București.

## Reacții
Compania Mega Image precizează într-o postare pe Facebook: „Din primele informații transmise de purtătorul de cuvânt al IPJ Ialomița, accidentul a fost provocat de faptul că șoferul TIR-ului a intrat pe contrasens, intrând în plină coliziune cu microbuzul în care se aflau colegele noastre. Suntem alături de familiile îndurerate și le vom sprijini în toate demersurile necesare”. 
Ministrul transporturilor, Răzvan Cuc, precizează într-o postare pe Facebook: „Pentru că românii așteaptă de la noi, celor care ne pasă, soluții, mai ales în astfel de situații, am decis să convoc la ora 16:00 un comitet operativ cu toți factorii de decizie implicați pentru a luă măsurile necesare astfel încât asemenea tragedii să nu se mai repete. Va urma o perioadă de razii masive în trafic pentru a depista firmele de transport și șoferii care nu respectă legea, și vom aplică noi măsuri drastice în acest domeniu. Condoleanțe familiilor care trec printr-o grea încercare!” 
Președintele României, Klaus Iohannis, declară în urma accidentului: „Azi am primit un mesaj cutremurător. Între Urziceni și Slobozia a avut loc un accident groaznic, cu zece morți și aproape zece răniți grav. M-a întristat foarte mult. Condoleanțe, îmi pare foarte rău! Să înțelegem de aici că lipsa de infrastructură ucide, precum și corupția ucide. Această nepăsare criminală a PSD costă vieți de români” 